# Danny Granville
Daniel Patrick Granville (Islington, 19 de janeiro de 1975) é um ex-futebolista inglês que atuava como lateral-esquerdo.

## Carreira em clubes
Foi revelado pelo Cambridge United, onde jogou 99 partidas e marcou 7 gols entre 1993 e 1997, ano em que foi contratado pelo Chelsea por 300 mil libras. Embora tivesse iniciado sua passagem pelos Blues como titular, perdeu espaço após a chegada de Graeme Le Saux. Fez parte do time campeão da Recopa Europeia, jogando 4 partidas e marcando um gol, contra o Slovan Bratislava, que foi também o único de Granville em 26 partidas oficiais pelo Chelsea, além de ter vencido uma Copa da Liga Inglesa.
Defendeu também Leeds United, Manchester City, Norwich City, Crystal Palace, Colchester United, Leyton Orient e Hemel Hempstead, onde encerrou a carreira em 2013. Pelos Citizens, foi campeão da Football League First Division (então a segunda divisão inglesa) de 2001–02.

## Carreira internacional
Granville atuou em 4 partidas pela seleção Sub-21 da Inglaterra, todas em 1997.

## Pós-aposentadoria
Após deixar os gramados, trabalhou nas categorias de base do Arsenal e em escolinhas de futebol

## Vida pessoal
É atualmente professor de educação física na Duncombe School, no condado de Hertfordshire. Seu filho, Sam Granville, também segue carreira futebolística (atua como lateral-direito).

## Títulos
Chelsea
- Recopa Europeia: 1997–98
- Copa da Liga Inglesa: 1997–98

Manchester City
- Football League First Division: 2001–02